# Lambres
Lambres és un municipi francès situat al departament del Pas de Calais i a la regió dels Alts de França. L'any 2007 tenia 1.041 habitants.

## Demografia

### Població
El 2007 la població de fet de Lambres era de 1.041 persones. Hi havia 408 famílies de les quals 92 eren unipersonals (48 homes vivint sols i 44 dones vivint soles), 116 parelles sense fills, 168 parelles amb fills i 32 famílies monoparentals amb fills.
La població ha evolucionat segons el següent gràfic:
Habitants censats

### Habitatges
El 2007 hi havia 435 habitatges, 410 eren l'habitatge principal de la família, 1 era una segona residència i 24 estaven desocupats. 420 eren cases i 15 eren apartaments. Dels 410 habitatges principals, 331 estaven ocupats pels seus propietaris, 76 estaven llogats i ocupats pels llogaters i 3 estaven cedits a títol gratuït; 9 tenien dues cambres, 39 en tenien tres, 133 en tenien quatre i 229 en tenien cinc o més. 322 habitatges disposaven pel capbaix d'una plaça de pàrquing. A 170 habitatges hi havia un automòbil i a 195 n'hi havia dos o més.

### Piràmide de població
La piràmide de població per edats i sexe el 2009 era:
| Homes | Edats   | Dones |
| ----- | ------- | ----- |
| 0     | 95 o +  | 4     |
| 0     | 90 a 94 | 0     |
| 0     | 85 a 89 | 12    |
| 12    | 80 a 84 | 8     |
| 20    | 75 a 79 | 24    |
| 12    | 70 a 74 | 28    |
| 8     | 65 a 69 | 24    |
| 28    | 60 a 64 | 20    |
| 16    | 55 a 59 | 16    |
| 40    | 50 a 54 | 44    |
| 64    | 45 a 49 | 48    |
| 44    | 40 a 44 | 56    |
| 28    | 35 a 39 | 8     |
| 40    | 30 a 34 | 32    |
| 24    | 25 a 29 | 36    |
| 48    | 20 a 24 | 36    |
| 36    | 15 a 19 | 28    |
| 28    | 10 a 14 | 28    |
| 12    | 5 a 9   | 20    |
| 32    | 0 a 4   | 24    |

## Economia
El 2007 la població en edat de treballar era de 710 persones, 467 eren actives i 243 eren inactives. De les 467 persones actives 425 estaven ocupades (240 homes i 185 dones) i 42 estaven aturades (24 homes i 18 dones). De les 243 persones inactives 86 estaven jubilades, 70 estaven estudiant i 87 estaven classificades com a «altres inactius».

### Ingressos
El 2009 a Lambres hi havia 416 unitats fiscals que integraven 1.072 persones, la mediana anual d'ingressos fiscals per persona era de 16.114,5 €.

### Activitats econòmiques
Dels 23 establiments que hi havia el 2007, 1 era d'una empresa alimentària, 2 d'empreses de fabricació d'altres productes industrials, 3 d'empreses de construcció, 8 d'empreses de comerç i reparació d'automòbils, 1 d'una empresa d'hostatgeria i restauració, 1 d'una empresa financera, 3 d'empreses de serveis, 1 d'una entitat de l'administració pública i 3 d'empreses classificades com a «altres activitats de serveis».
Dels 7 establiments de servei als particulars que hi havia el 2009, 1 era un taller de reparació d'automòbils i de material agrícola, 1 paleta, 1 lampisteria, 1 electricista, 2 perruqueries i 1 restaurant.
Dels 2 establiments comercials que hi havia el 2009, 1 era un hipermercat i 1 una botiga de menys de 120 m².
L'any 2000 a Lambres hi havia 8 explotacions agrícoles.

## Equipaments sanitaris i escolars
El 2009 hi havia una escola maternal integrada dins d'un grup escolar amb les comunes properes formant una escola dispersa.

## Poblacions més properes
El següent diagrama mostra les poblacions més properes.